# (204) Calisto
(204) Calisto es un asteroide perteneciente al cinturón de asteroides descubierto el 8 de octubre de 1879 por Johann Palisa desde el observatorio de Pula, Croacia.
Está nombrado por Calisto, un personaje de la mitología griega.